# Julia von Ditfurth
Julia von Ditfurth, geborene Sukiennik, (* 1985 in Eckernförde) ist eine deutsche Kunsthistorikerin. Ditfurth ist seit 2021 Juniorprofessorin für Mediävistische Bild- und Kulturwissenschaft an der Albert-Ludwigs-Universität Freiburg.

## Leben
Ditfurth studierte ab 2005 Kunstgeschichte, evangelische Theologie sowie Mittlere und Neuere Geschichte an der Christian-Albrechts-Universität zu Kiel. Schon während des Studiums war sie Teilnehmerin an Projekten in den Kathedralkirchen zu Speyer, Florenz und Erfurt und absolvierte Museumspraktika. Ihr Studium beendete sie 2010 mit einer Arbeit über das Rostocker Rochusretabel, die 2017 in gedruckter Form erschien. Die 2015 abgeschlossene Dissertation über die Barockisierungsprozesse in mittelalterlichen Damenstifts- und Frauenklosterkirchen Westfalens wurde vom Evangelischen Studienwerkes Villigst gefördert. Für die Arbeit wurde sie 2019 mit dem Gallitzin-Preis der Gallitzin-Stiftung ausgezeichnet. Von 2015 bis 2021 war sie wissenschaftliche Mitarbeiterin am Lehrstuhl für Mittlere und Neue Kunstgeschichte der Universität Kiel. Seither hat sie die neu eingerichtete Junior-Akademieprofessur für Mediävistische Bild- und Kulturwissenschaft an der Albert-Ludwigs-Universität in Freiburg inne. 
Ihre Forschungsschwerpunkte sind unter anderem die Kunst des Mittelalters und der Frühen Neuzeit, das Zusammenwirken von Architektur und Ausstattung, die Kunst in Frauenstiften und Frauenklöstern, mittelalterliche Handschriften als Text-, Bild- und Bedeutungsträger sowie die mittelalterliche Glasmalerei. 
Sie ist seit 2015 mit dem Journalisten und Fotografen Heiko von Ditfurth verheiratet, das Paar hat drei Kinder.

## Veröffentlichungen (Auswahl)
- Schützingen, Besigheim, Lobenfeld, Sersheim. Beobachtungen zur Ummalung von Sakramentsnischen und -häusern im späten Mittelalter. In: Klaus Gereon Beuckers (Hrsg.): Die mittelalterlichen Wandmalereien zwischen Rhein, Neckar und Enz (= Heimatverein Kraichgau. Sonderveröffentlichungen. Band 35). Ubstadt-Weiher u. a. 2011, S. 239–250.
- Joseph Schmid aus Urach. Ein Bildhauer der Renaissance in Baden-Württemberg. In: Staatliche Schlösser und Gärten Baden-Württemberg, Klaus Gereon Beuckers (Hrsg.): Stadt, Schloss und Residenz Urach. Neue Forschungen. Regensburg 2014, S. 211–235.
- Wandel der Strukturen. Barockisierungsprozesse in Damenstifts- und Frauenklosterkirchen in Westfalen. Schnell & Steiner, Regensburg 2016, ISBN 978-3-7954-3147-1.
- Die neuzeitlichen Nachträge im Gerresheimer Evangeliar und die Ausstattungsgeschichte der Damenstiftskirche im 17. und 18. Jahrhundert. In: Klaus Gereon Beuckers, Beate Johlen-Budnik (Hrsg.): Das Gerresheimer Evangeliar. Eine spätottonische Prachthandschrift als Geschichtsquelle (= Forschungen zur Kunst, Geschichte und Literatur des Mittelalters. Band 1). Köln u. a. 2016, S. 183–206.
- Meisterwerk der Schnitzkunst. Das Rochusretabel in der Rostocker Marienkirche. Verlag Ludwig, Kiel 2017, ISBN 978-3-86935-336-4.
- Zur Barockisierung der ehemaligen Damenstiftskirche St. Felicitas in Vreden. In: Heimatverein Vreden: Sankt Felicitas in Vreden. Verehrung – Kirche – Kirchenschatz (= Beiträge des Heimatvereins Vreden zur Landes- und Volkskunde. Band 97). Heimatverein Vreden, Vreden 2017, ISBN 978-3-926627-77-3, S. 265–324.
- mit Vivien Bienert (Hrsg.): Architektur für Kanonissen? Gründungsbauten und spezifische bauliche Veränderungen von Frauenkonventskirchen im Mittelalter (= Veröffentlichungen des Forums für Frauenstiftsforschung. Band 1). Böhlau, Köln 2018, ISBN 978-3-412-51244-6.
- Stilcollage – Zur Ausstattung der gotischen Stiftskirche in Thorn zwischen Renaissance und Klassizismus. In: Klaus Gereon Beuckers, Thomas Schilp (Hrsg.): Fragen, Perspektiven und Aspekte der Erforschung mittelalterlicher Frauenstifte (= Essener Forschungen zum Frauenstift. Band 15). Essen 2018, S. 219–265.
- Das Comburger Epistolar aus dem 12. Jahrhundert. In: Staatliche Schlösser und Gärten Baden-Württemberg, Klaus Gereon Beuckers (Hrsg.): Das Kloster Großcomburg. Neue Forschungen. Regensburg 2019, S. 249–261.
- mit Adam Stead (Hrsg.): Bildwerke für Kanonissen? Neue Bildwerke und Heiligenverehrung in Frauenstiftskirchen des 13. und 14. Jahrhunderts (= Veröffentlichungen des Forums für Frauenstiftsforschung. Band 2). Böhlau, Köln 2019, ISBN 978-3-412-51578-2.
- Spätmittelalterliche Kaufhäuser und ihre Architektur als Mittel zur Repräsentation. In: Heidrun Ochs, Gabriel Zeilinger (Hrsg.): Kaufhäuser an Mittel- und Oberrhein im Spätmittelalter. Funktionen und Funktionalisierungen (= Schriften zur Südwestdeutschen Landeskunde. Band 80). Ostfildern 2019, S. 113–144.
- mit Margit Dahm (Hrsg.): Mittelalterliche Handschriften und ihre Biographien. Betrachtungen aus kunsthistorische und germanistischer Perspektive (= Geist und Wissen). Ludwig, Kiel 2022, ISBN 978-3-86935-382-1.
- mit Jörg Bölling (Hrsg.): Malerei, Musik und textile Künste in Frauenstiften des späten Mittelalters (= Veröffentlichungen des Forums für Frauenstiftsforschung. Band 3). Böhlau, Köln 2023, ISBN 978-3-412-52773-0.
- mit Sebastian Steinbach (Hrsg.): Die Welt des Evangeliars. Liesborn und das Damenstift (9.–12. Jahrhundert) (= Liesborner Abteigespräche zur Kunst- und Kulturgeschichte. Band 1). Aschendorff, Münster 2024, ISBN 978-3-402-14291-2.